# Euchaetes egle
Euchaetes egle är en fjärilsart som beskrevs av Dru Drury 1773. Euchaetes egle ingår i släktet Euchaetes och familjen björnspinnare. Inga underarter finns listade i Catalogue of Life.

## Bildgalleri

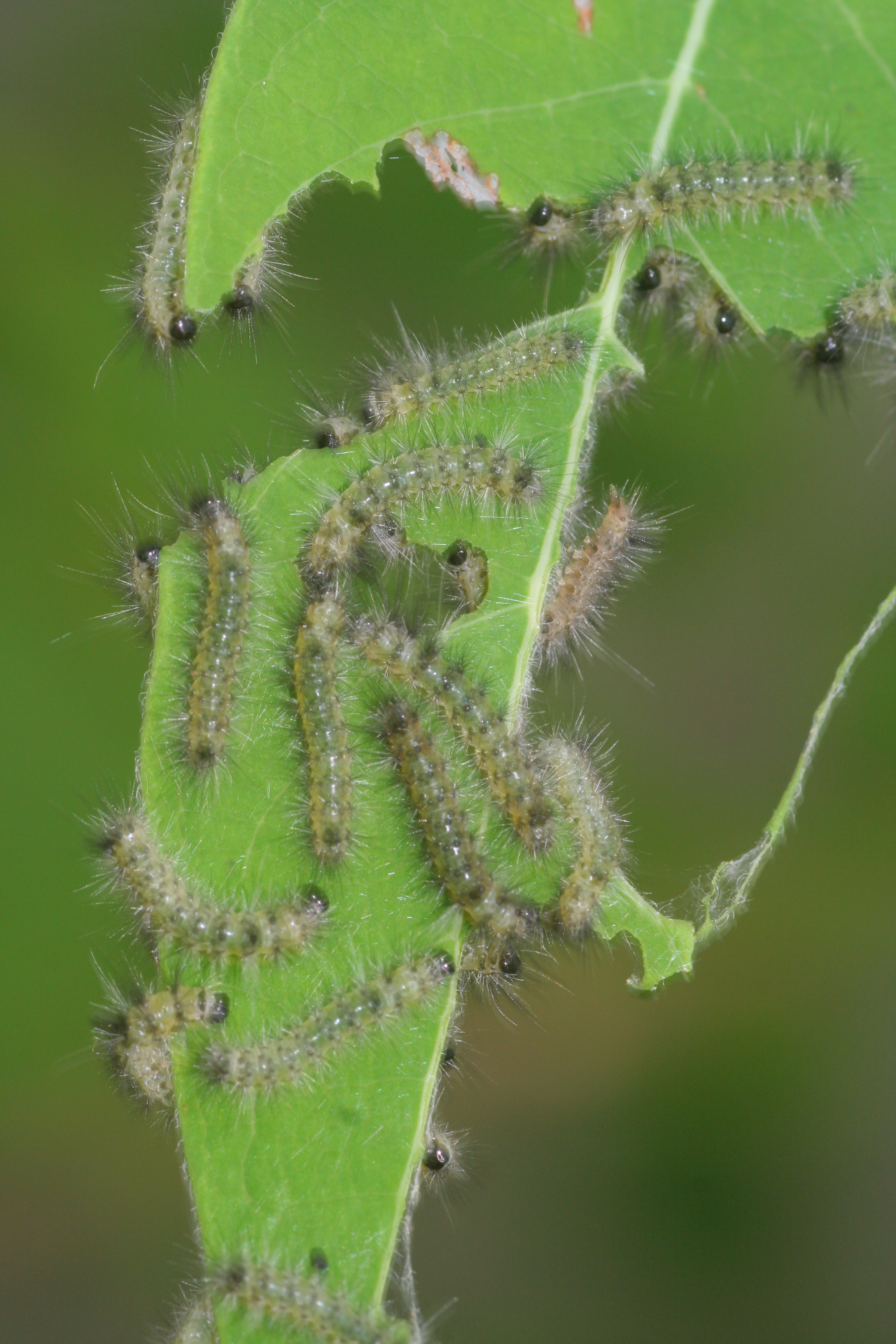
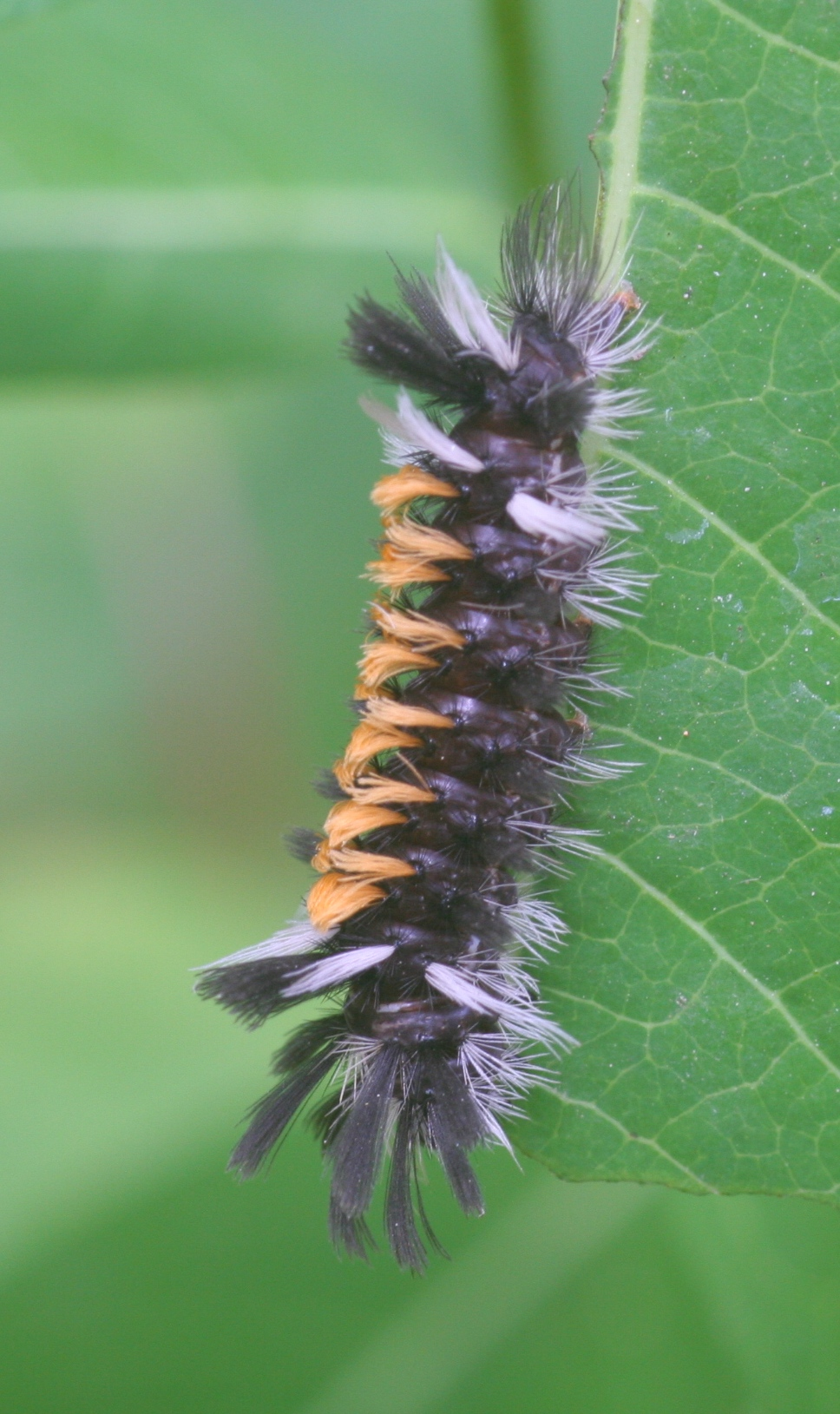
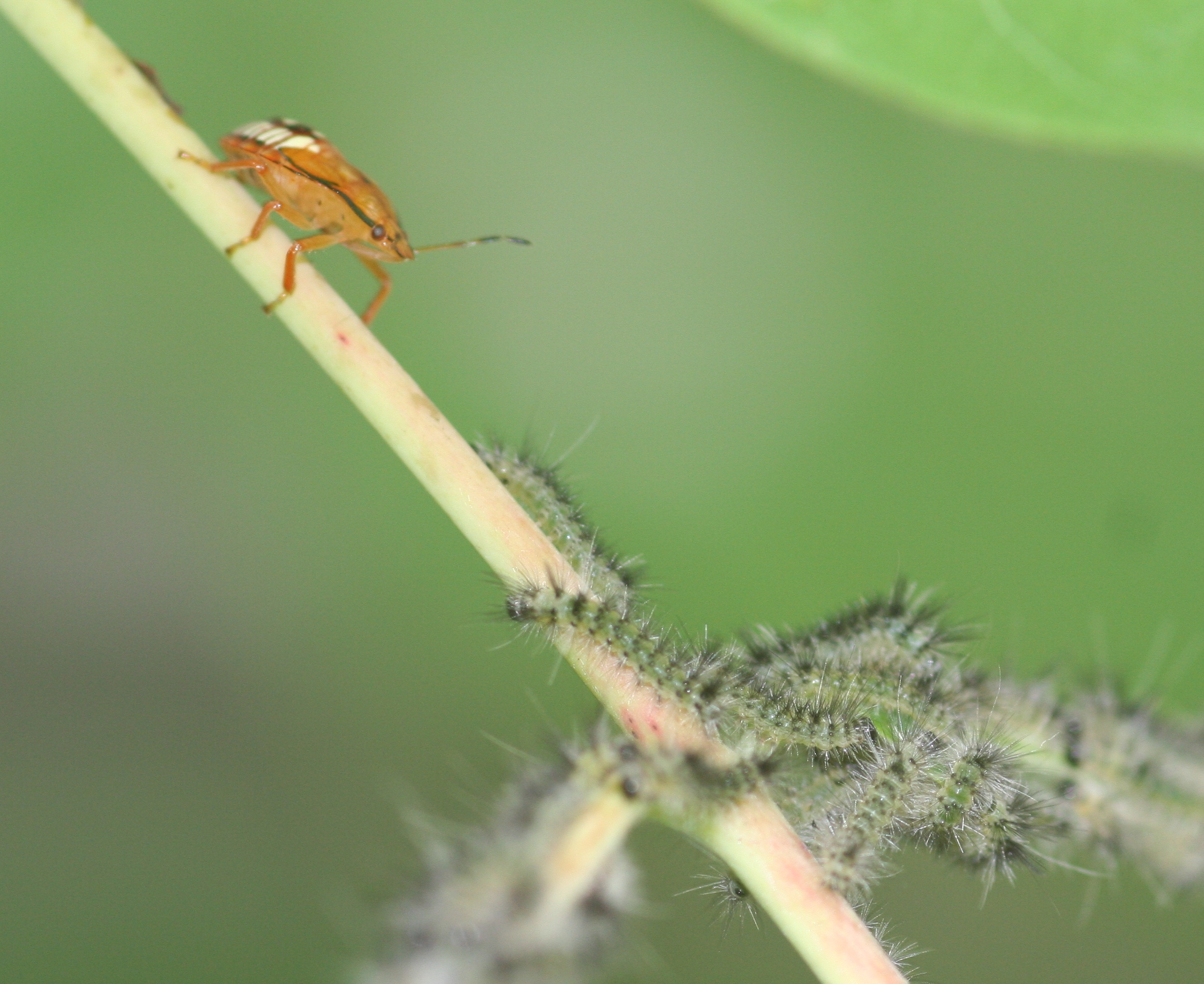
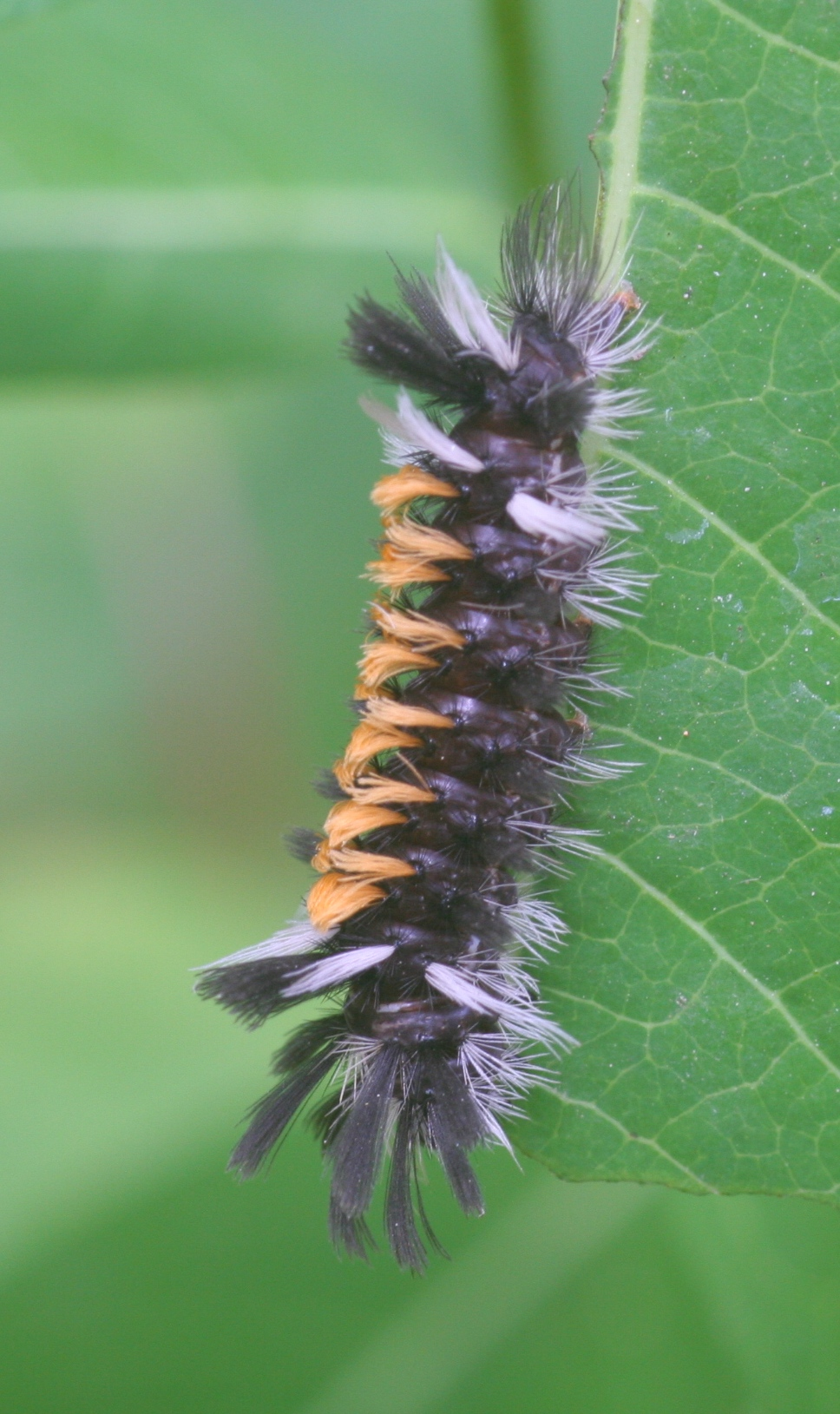